# Гаджега, Юлий Петрович
Юлий Петрович Гаджега (русин. Юлій Петрович Гадже́га; 16 января 1879, Русское Поле, Транслейтания — 1 декабря 1947, Львов) — русинский религиозный и культурно-образовательный деятель, русофил, историк, журналист, педагог, писатель, публицист Подкарпатской Руси (ныне Закарпатье). Доктор богословия (1906).

## Биография
Родился в семье греко-католического учителя. Образование получил в греко-католической семинарии в г. Эстергом (ныне Венгрия), затем на богословском факультете Будапештского университета в 1900 году.
В 1902 рукоположен в священники. В 1904—1907 — служил целибатным священником в г. Шаторальяуйхей (Австро-Венгрия).
Некоторое время занимался исследованиями истории Мукачевской греко-католической епархии и греческого церковного права в Риме.
С 1919 г. — член консистории. В ноябре 1919 — феврале 1920 входил в состав Директории Подкарпатской Руси.
В 1907—1933 и 1945—1947 — профессор богословия Ужгородской духовной семинарии (ныне Богословская академия имени Теодора Ромжи). Преподавал Священное Писание Ветхого Завета и латинский язык. Был инспектором (префектом) Ужгородской духовной (богословской) семинарии. В межвоенный период проживал в Чехословакии.

## Творческая и научно-публицистическая деятельность
Одновременно с обязанностями священника, занимался научной и публицистической деятельностью. Активный сотрудник «Общества имени А. Духновича».
Писатель русофильского направления, писал на русском языке книги и статьи светского и духовного характера, труды на историческую тематику, исследовал, в частности, научную деятельность историка Георгия Гуцы, историю Ужгородской духовной семинарии и общества св. Василия Великого (Василиан).
Автор книг и статей по богословским вопросам и истории Греко-Католической Церкви в Подкарпатье в газетах «Русский вестник», «Русское слово», в епархиальном журнале «Душпастырь» (ряд публикаций под псевдонимом Юлий Русак).
Был активным противником насаждения атеистических взглядов в СССР.
В 1933—1945 — на пенсии.
Несмотря на свой прежний активный антикоммунизм, перед освобождением Закарпатской Украины Красной армией официально отказался от общественной и литературной деятельности.
Однако, после установления на Закарпатье советской власти, в 1947 был арестован и осуждён. Умер в заключении в тюрьме г. Львова.
Реабилитирован посмертно в октябре 1992 года.

## Избранные публикации
- Пособіе к изученію біблейской герменевтики. — Ужгород, 1920.
- Наша правда в вірі. — Ужгород, 1920.
- Статьи по вопросам «православия», народности и католичества. — Ужгород, 1921.
- Руководство по изучению вопроса воссоединения восточной и западной церквей. — Ужгород, 1922.
- История Общества св. Василия Великого и речь ко дню 60-летия от его учреждения. — Ужгород, 1925.
- Общество Духновича и русскія женщины. — Ужгород, 1925.
- Ложные апостолы. — Ужгород, 1926.
- Краткий обзор научной деятельности Юрия Ивановича Венелина (Гуцы): Лекция, читанная 4/XI. 1926 г. — Ужгород, 1927.
- Очерки культурной исторіи Подкарпатской Руси. — Ужгород, 1927.
- Два исторических вопроса: (Старожилы ли карпатороссы и о началах христианской религии на Подкарпатской Руси). — Ужгород, 1928.
- История Ужгородской богословской семинарии в её главных чертах. — Ужгород, 1928.
- Гді наші литературні памятникы. — Ужгород, 1935.
- Проклятіе коммунізма-большевизма. — Ужгород, 1937.
- Вічный сон. — Ужгород, 1937.
- Коммуністы-фарісеи. — Ужгород, 1938.
- Воспоминанія. — Ужгород, 1938.